# Ordysjevka
Ordysjevka (ryska: Ордышевка) är ett vattendrag i Belarus.   Det ligger i voblasten Vitsebsks voblast, i den nordöstra delen av landet, 210 km nordost om huvudstaden Minsk.
I omgivningarna runt Ordysjevka växer i huvudsak blandskog. Runt Ordysjevka är det glesbefolkat, med 16 invånare per kvadratkilometer.